# Tuffi ai campionati mondiali di nuoto 2015 - Grandi altezze femminile
La competizione di tuffi dalle grandi altezze femminile dei campionati mondiali di nuoto 2015 si è svolta il 4 agosto. La competizione è stata suddivisa in 3 round con tuffi dall'altezza di 20 metri.

## Medaglie
| Posizione | Atleta           | Paese       |
| --------- | ---------------- | ----------- |
| Oro       | Rachelle Simpson | Stati Uniti |
| Argento   | Cesilie Carlton  | Stati Uniti |
| Bronzo    | Jana Nescjarava  | Bielorussia |

## Risultati
| Pos. | Atleta             | Nazionalità | Round 1 | Round 2 | Round 3 | Totale |
| ---- | ------------------ | ----------- | ------- | ------- | ------- | ------ |
|      | Rachelle Simpson   | Stati Uniti | 59.80   | 96.90   | 102.00  | 258.70 |
|      | Cesilie Carlton    | Stati Uniti | 62.40   | 83.30   | 91.65   | 237.35 |
|      | Jana Nescjarava    | Bielorussia | 62.40   | 83.30   | 87.40   | 233.10 |
| 4    | Adriana Jiménez    | Messico     | 46.80   | 90.00   | 88.40   | 225.20 |
| 5    | Lysanne Richard    | Canada      | 68.90   | 57.35   | 90.10   | 216.35 |
| 6    | Ginger Huber       | Stati Uniti | 66.30   | 69.70   | 77.70   | 213.70 |
| 7    | Anna Bader         | Germania    | 63.70   | 70.30   | 60.00   | 194.00 |
| 8    | Jacqueline Valente | Brasile     | 50.70   | 79.80   | 56.10   | 186.60 |
| 9    | Tara Tira          | Stati Uniti | 50.70   | 54.25   | 74.80   | 179.75 |
| 10   | Diana Tomilina     | Ucraina     |         |         |         | DNS    |